# Hydrophorus arcticus
Hydrophorus arcticus är en tvåvingeart som beskrevs av Negrobov 1977. Hydrophorus arcticus ingår i släktet Hydrophorus och familjen styltflugor. Inga underarter finns listade i Catalogue of Life.